# 뷰티풀 마인드 (2016년 영화)
"뷰티풀 마인드"는 한국에서 제작된 모완일 감독의 2016년 영화이다. 장혁 등이 주연으로 출연하였다.

## 출연

### 주연
- 장혁
- 박소담
- 윤현민
- 박세영
- 허준호
- 김종수
- 오정세
- 이재룡
- 류승수

### 조연
- 민성욱
- 김도현
- 이성욱
- 조재완
- 정문성
- 심이영
- 동하
- 이시원
- 우정국
- 하재숙
- 장기용
- 유재명
- 서준영
- 박은혜
- 공형진
- 정희태
- 이도현
- 김현숙

## 기타
- 미술: 전여경